# Trochidrobia punicea
Trochidrobia punicea é uma espécie de gastrópode da família Hydrobiidae.
É endémica da Austrália. 